# Saint-Félix-de-Sorgues
Saint-Félix-de-Sorgues (okzitanisch Sant Faliç de Sòrgas) ist eine französische Gemeinde des Départements Aveyron in der Region Okzitanien (vor 2016 Midi-Pyrénées) mit 193 Einwohnern (Stand: 1. Januar 2022). Administrativ ist sie dem Kanton Saint-Affrique und dem Arrondissement Millau zugeteilt. Die Einwohner werden Saint-Féliciens genannt.

## Geografie
Saint-Félix-de-Sorgues liegt etwa 28 Kilometer südsüdwestlich von Millau und etwa 62 Kilometer südöstlich von Rodez in der historischen Region der Rouergue am Sorgues. Umgeben wird Saint-Félix-de-Sorgues von den Nachbargemeinden Saint-Jean-et-Saint-Paul im Norden, Marnhagues-et-Latour im Osten, Montagnol im Süden und Südosten, Sylvanès im Süden und Südwesten, Gissac im Westen und Südwesten sowie Versols-et-Lapeyre im Westen.

## Bevölkerungsentwicklung
| Jahr                      | 1962 | 1968 | 1975 | 1982 | 1990 | 1999 | 2006 | 2013 |
| ------------------------- | ---- | ---- | ---- | ---- | ---- | ---- | ---- | ---- |
| Einwohner                 | 271  | 228  | 202  | 183  | 206  | 196  | 198  | 226  |
| Quelle: Cassini und INSEE |      |      |      |      |      |      |      |      |

## Sehenswürdigkeiten
- Kirche
- Brücke über die Sorgues, Monument historique seit 1944

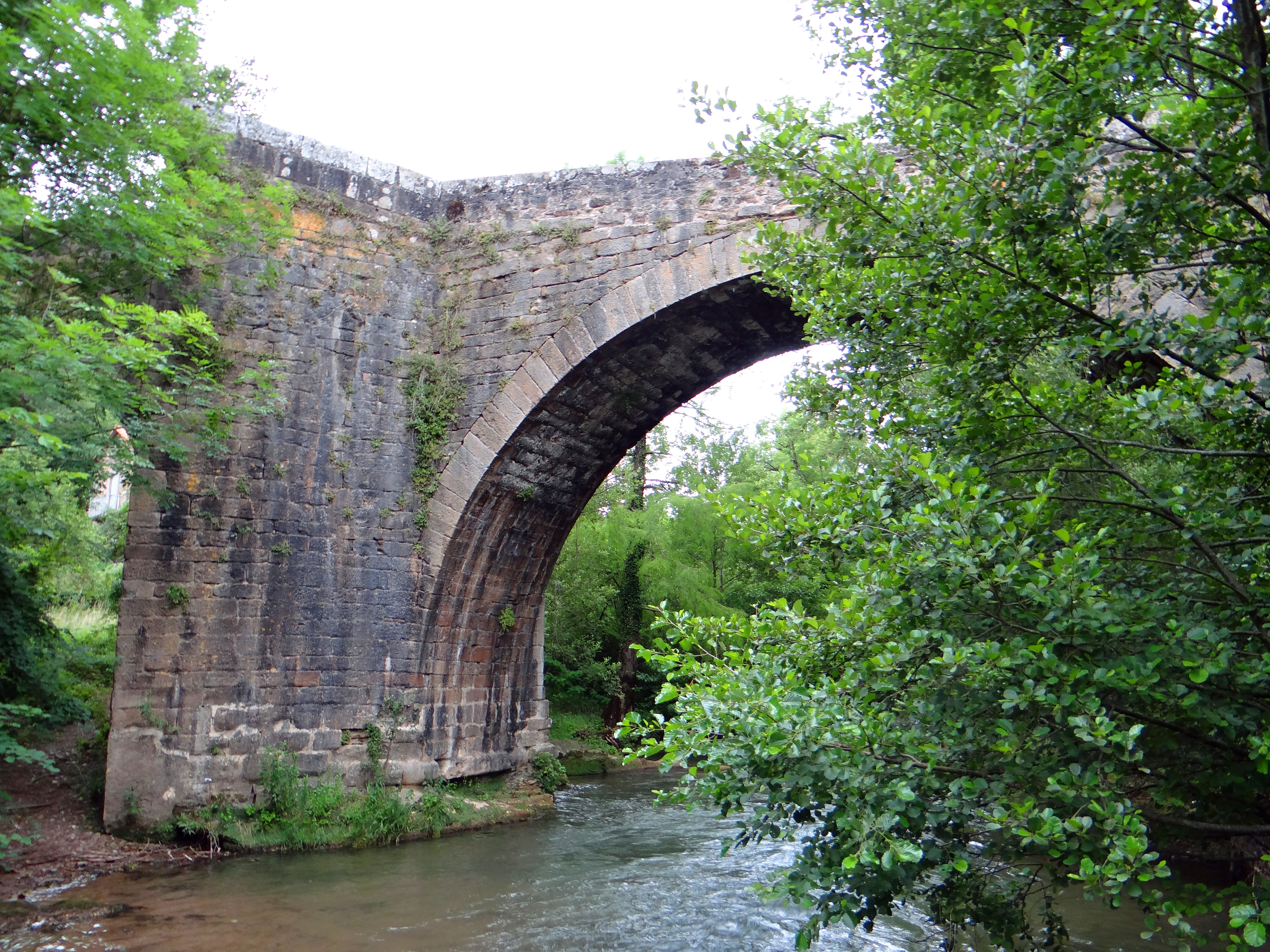
Brücke über die Sorgues